# Вестервальд (район)
Вестервальд (нем. Westerwald) — район в Германии. Центр района — город Монтабаур. Район входит в землю Рейнланд-Пфальц. Занимает площадь 988,73 км². Население — 203 536 чел. Плотность населения — 206 человек/км².
Официальный код района — 07 1 43.
Район подразделяется на 192 общины.

## Города и общины
Управление Бад-Мариенберг (Вестервальд)
1. Бад-Мариенберг (5 877)
2. Бёльсберг (275)
3. Драйсбах (590)
4. Фель-Рицхаузен (841)
5. Гросзайфен (593)
6. Хан-Мариенберг (501)
7. Хардт (427)
8. Хоф (1 263)
9. Кирбург (623)
10. Лангенбах-Кирбург (1 065)
11. Лаутценбрюккен (409)
12. Мёрлен (604)
13. Нойнкхаузен (1 119)
14. Нистерау (950)
15. Нистерталь (1 333)
16. Норкен (1 034)
17. Штокхаузен-Илльфурт (483)
18. Уннау (1 895)

Управление Хахенбург
1. Альпенрод (1 613)
2. Астерт (246)
3. Атцельгифт (662)
4. Бород (561)
5. Драйфельден (309)
6. Гелерт (571)
7. Гизенхаузен (332)
8. Хахенбург (5 776)
9. Хаттерт (1 728)
10. Хаймборн (294)
11. Хойцерт (147)
12. Хёкстенбах (716)
13. Кроппах (665)
14. Кундерт (282)
15. Лимбах (384)
16. Линден (151)
17. Лохум (335)
18. Луккенбах (610)
19. Марцхаузен (260)
20. Меркельбах (406)
21. Мёрсбах (498)
22. Муденбах (813)
23. Мюндерсбах (781)
24. Мюшенбах (1 044)
25. Нистер (1 031)
26. Росбах (923)
27. Штайнебах-на-Виде (775)
28. Штайн-Вингерт (223)
29. Штрайтаузен (595)
30. Вальрод (890)
31. Велькенбах (151)
32. Вид (510)
33. Винкельбах (237)

Управление Хёр-Гренцхаузен
1. Хильгерт (1 483)
2. Хилльшайд (2 649)
3. Хёр-Гренцхаузен (9 758)
4. Каммерфорст (258)

Управление Монтабаур
1. Боден (562)
2. Даубах (481)
3. Айтельборн (2 533)
4. Гаккенбах (576)
5. Гирод (1 210)
6. Гёргесхаузен (803)
7. Гросхольбах (987)
8. Хайльбершайд (688)
9. Хайлигенрот (1 425)
10. Холлер (1 121)
11. Хорбах (705)
12. Хюбинген (544)
13. Каденбах (1 463)
14. Монтабаур (12 558)
15. Нентерсхаузен (2 032)
16. Нойхойзель (2 058)
17. Нидерельберт (1 623)
18. Нидерербах (1 015)
19. Номборн (708)
20. Оберельберт (1 088)
21. Руппах-Гольдхаузен (1 175)
22. Зиммерн (1 480)
23. Штальхофен (688)
24. Унтерсхаузен (524)
25. Вельшнойдорф (1 019)

Управление Рансбах-Баумбах
1. Альсбах (588)
2. Брайтенау (712)
3. Кан (708)
4. Дезен (672)
5. Хундсдорф (443)
6. Науорт (2 313)
7. Оберхайд (409)
8. Рансбах-Баумбах (7 373)
9. Зессенбах (539)
10. Виршайд (315)
11. Витгерт (646)

Управление Реннерод
1. Бретхаузен (203)
2. Эльзоф (1 011)
3. Хелленхан-Шелленберг (1 309)
4. Хомберг (157)
5. Хюблинген (296)
6. Ирмтраут (801)
7. Либеншайд (948)
8. Нойнкирхен (555)
9. Нойштадт (572)
10. Нидерросбах (836)
11. Нистер-Мёрендорф (322)
12. Оберрод (732)
13. Оберросбах (343)
14. Реэ (962)
15. Реннерод (3 956)
16. Зальцбург (224)
17. Зек (1 293)
18. Штайн-Нойкирх (479)
19. Вайгандсхайн (210)
20. Вальдмюлен (366)
21. Вестерноэ (944)
22. Виллинген (282)
23. Ценхаузен-Реннерод (418)

Управление Зельтерс (Вестервальд)
1. Элленхаузен (295)
2. Эвигхаузен (228)
3. Фрайлинген (687)
4. Фрайрахдорф (695)
5. Годдерт (437)
6. Хартенфельс (871)
7. Хершбах (2 901)
8. Крюммель (374)
9. Мариенрахдорф (997)
10. Марот (262)
11. Максзайн (1 189)
12. Нордхофен (551)
13. Квирнбах (501)
14. Рюккерот (528)
15. Шенкельберг (681)
16. Зельтерс (2 719)
17. Зессенхаузен (971)
18. Штайнен (239)
19. Фильбах (579)
20. Вайденхан (568)
21. Вёльферлинген (582)

Управление Вальмерод
1. Арнсхёфен (161)
2. Берод-Вальмерод (550)
3. Билькхайм (504)
4. Драйкирхен (1 016)
5. Эльбинген (301)
6. Эттингхаузен (316)
7. Хан-ам-Зее (426)
8. Хершбах (961)
9. Хундзанген (2 115)
10. Кунхёфен (164)
11. Мерен (245)
12. Мойдт (1 877)
13. Мольсберг (466)
14. Нидерар (834)
15. Оберар (580)
16. Оберербах (535)
17. Зальц (939)
18. Штайнефренц (762)
19. Вальмерод (1 327)
20. Верот (617)
21. Ценхаузен-Валльмерод (173)

Управление Вестербург
1. Айлертхен (640)
2. Беллинген (574)
3. Берцхан (488)
4. Брандшайд (514)
5. Энспель (281)
6. Гемюнден (1 102)
7. Гиркенрот (623)
8. Гукхайм (904)
9. Хертлинген (450)
10. Хальбс (361)
11. Хергенрот (440)
12. Хён (3 124)
13. Каден (637)
14. Кёльбинген (1 089)
15. Лангенхан (1 413)
16. Поттум (1 035)
17. Ротенхайн (553)
18. Ротенбах (927)
19. Штальхофен-ам-Визензее (369)
20. Штоккум-Пюшен (724)
21. Вельтерсбург (274)
22. Вестербург (5 730)
23. Вильменрод (677)
24. Виннен (458)

Управление Виргес
1. Банбершайд (622)
2. Дернбах (2 537)
3. Эбернхан (1 234)
4. Хельферскирхен (1 113)
5. Лойтерод (847)
6. Могендорф (1 181)
7. Мошхайм (755)
8. Нидерзайн (221)
9. Этцинген (1 353)
10. Зирсхан (2 833)
11. Штаудт (1 044)
12. Виргес (5 169)